# Jack Parker (Zehnkämpfer)
Jack Parker (eigentlich Roger Parker; * 27. September 1915 in Beaver, Oklahoma; † Mai 1964) war ein US-amerikanischer Zehnkämpfer.
Bei den US-Meisterschaften, die als Ausscheidungskampf für die Olympischen Spiele in Berlin fungierten, wurde er mit 7290 Punkten Dritter hinter Glenn Morris und Bob Clark.
In Berlin wiederholte sich dieses Ergebnis: Parker gewann mit 7275 Punkten Bronze hinter Morris, der mit 7900 Punkten einen Weltrekord aufstellte, und Clark mit 7601 Punkten.